# 梁培祯
梁培祯（1937年—），男，山东济宁人，中华人民共和国军事人物，中国人民解放军少将，曾任甘肃省军区司令员，兰州军区副参谋长。